# Philipp Schweighauser

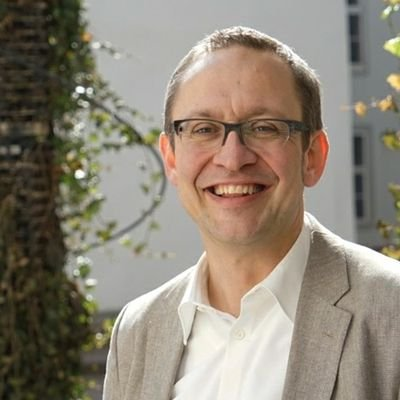
Philipp Schweighauser, 2021

Philipp Schweighauser (* 19. November 1971 in Basel) ist ein Schweizer Literaturwissenschaftler und Professor für Nordamerikanische und Allgemeine Literaturwissenschaft an der Universität Basel.

## Leben
Schweighauser studierte Deutsche Philologie und Englische Philologie an der Universität Basel. Er promovierte 2003 an der Universität Basel mit einer Arbeit zum Rauschen (in) der amerikanischen Literatur vom späten 19. bis späten 20. Jahrhundert: The Noises of American Literature, 1890-1985: Toward a History of Literary Acoustics. Sein zweites, 2016 veröffentlichtes Buch, Beautiful Deceptions: European Aesthetics, the Early American Novel, and Illusionist Art, stellte Verbindungen her zwischen dem frühen amerikanischen Roman und der Entstehung der Ästhetik in Europa. Sein drittes Buch ist Boasian Verse: The Poetic and Ethnographic work of Edward Sapir, Ruth Benedict, and Margaret Mead, eine Abhandlung über die Gedichte der drei berühmten Anthropologinnen. Von 2003 bis 2007 war er Oberassistent an der Universität Bern. Von 2007 bis 2009 war er Christian-Gottlob-Heyne Juniorprofessor für Amerikastudien an der Georg-August-Universität Göttingen. 2009 wurde er als Tenure-track Assistenzprofessor für Nordamerikanische und Allgemeine Literaturwissenschaft an die Universität Basel berufen. 2013 wurde er zum Associate Professor befördert, 2019 zum Full Professor. Von 2012 bis 2020 war er Präsident der Schweizerischen Gesellschaft für Nordamerikastudien. Forschungsaufenthalte führten ihn an die University of California, Irvine, Harvard University und Boston University.
Mitte Juni 2024 forderte Schweighauser mit mehreren tausend weiteren Professoren und Dozenten den Rücktritt der Bildungs- und Forschungsministerin Bettina Stark-Watzinger aufgrund ihrer Erwägungen zur Kürzung von Forschungsmitteln für Hochschulangehörige, die sich zuvor gegen die Räumung eines propalästinensischen Protestcamps ausgesprochen hatten.

## Arbeitsschwerpunkte
Die Forschungsgebiete Schweighausers liegen in der amerikanischen Literatur vom 18. bis 21. Jahrhundert, der Literaturgeschichte, der Literatur-, Kultur- und Medientheorie, Literatur und Wissenschaft, Literatur und Anthropologie, autobiographischem Schreiben, den Sound Studies und der Ästhetik.
- "Beckett's Media System: A Comparative Study in Multimediality," gefördert vom Schweizerischen Nationalfonds, 2015–2019
- "Of Cultural, Poetic, and Medial Alterity: The Scholarship, Poetry, Photographs, and Films of Edward Sapir, Ruth Fulton Benedict, and Margaret Mead," gefördert vom Schweizerischen Nationalfonds, 2014–2017

## Stipendien, Auszeichnungen, Fellowships
- 2019: Visiting Scholarship an der Harvard University und Boston University
- 2016: Teaching Excellence Award 2016, Universität Basel, Kategorie "Treading New Paths," Shortlist
- 2008: Ruf auf W2-Professur an der Georg-August-Universität Göttingen, abgelehnt
- 2007: Ruf auf W1-Juniorprofessur am John-F.-Kennedy-Institut der FU Berlin, abgelehnt
- 2004: Fakultätspreis der Philosophisch-Historischen Fakultät der Universität Basel für beste Dissertation
- 2000–2001: Research Associate an der University of California, Irvine

## Veröffentlichungen

### Lehre
Schweighauser unterrichtet einen Massive Open Online Course (MOOC) zu "Literature in the Digital Age: From Close Reading to Distant Reading" auf der FutureLearn Plattform.

### Bücher
- Boasian Verse: The Poetic and Ethnographic Work of Edward Sapir, Ruth Benedict, and Margaret Mead, New York: Routledge, 2022, ISBN 978-1-032-21141-1 (Open Access Zugang)
- Beautiful Deceptions: European Aesthetics, the Early American Novel, and Illusionist Art. Charlottesville: University of Virginia Press, 2016, ISBN 978-0-8139-3903-2 (Open Access Zugang)
- The Noises of American Literature, 1890–1985: Toward a History of Literary Acoustics. Gainesville: University Press of Florida, 2006, ISBN 978-0-8130-2947-4 (Open Access Zugang)

### Sammelbände
- Boasian Aesthetics: American Poetry, Visual Culture, and Cultural Anthropology (Hg., mit Gabriele Rippl, Silvy Chakkalakal und A. Elisabeth Reichel). Sonderband Amerikastudien/American Studies 63.4 (2018).
- Literatur und Politische Philosophie: Subjektivität, Fremdheit, Demokratie (Hg., mit Michael G. Festl). Paderborn: Wilhelm Fink, 2018.
- Literature, Ethics, Morality: American Studies Perspectives (Hg., mit Ridvan Askin). Tübingen: Gunter Narr, 2015.
- Aesthetics in the 21st Century (Hg., mit Ridvan Askin, Paul J. Ennis und Andreas Hägler). Sonderband Speculations V (2014).
- Haunted Narratives: Life Writing in an Age of Trauma (Hg., mit Gabriele Rippl, Tiina Kirss, Margit Sutrop und Therese Steffen). Toronto: University of Toronto Press, 2013.
- Terrorism, Media, and the Ethics of Fiction: Transatlantic Perspectives on Don DeLillo (Hg., mit Peter Schneck). New York: Continuum, 2010.
- Teaching Nineteenth-Century American Poetry (Hg., mit Paula Bernat Bennett und Karen L. Kilcup). New York: MLA, 2007.

### Aufsätze (Auswahl)
- "Antifiction Fictions." Early American Fictionality. Hg. Matthew Pethers und Thomas Koenigs. Sonderband Early American Literature 56.3 (2021). 731–754.
- "Faire du neuf, autrement: la poésie de Margaret Mead." Übers. Éléonore Devevey. Anthropologie et poèsie. Hg. Vincent Debaene und Nicolas Adell. Sonderband Fabula LHT 21 (2018).
- "Playing Seriously with Genres: Sapir's 'Nootka' Texts and Mead's Balinese Anthropology." RANAM: Recherches anglaises et nord-américaines 50 (2017). 107-21.
- "Early American Studies Now: A Polemic from Literary Studies." Amerikastudien/American Studies 58.3 (2014). 465-87.
- "Doubly Real: Game Studies and Literary Anthropology; or, Why We Play Games." Eludamos: Journal for Computer Game Culture 3.2 (2009). 115-32.
- "Discursive Killings: Intertextuality, Aestheticization, and Death in Nabokov's Lolita." Amerikastudien/American Studies 44.2 (1999). 255-67.